# Eudème de Rhodes
Pour les articles homonymes, voir Eudème.
Eudème de Rhodes (en grec ancien Εὒδημος / Eudêmos) fut un philosophe de la Grèce antique du IVe siècle av. J.-C. Élève d’Aristote au sein du Lycée, il publia les travaux de son maître. Il est considéré comme le premier historien des sciences.
Eudème est l’auteur d’une Histoire des mathématiques : nous possédons un long fragment de cette œuvre à propos des quadratures des lunules, figures limitées par deux arcs de cercles, selon les travaux d’Hippocrate de Chios ; ce fragment est conservé par Simplicius dans son Commentaire sur la Physique d'Aristote. Il révèle un haut degré de technicité, avec un schéma démonstratif complètement articulé et une terminologie géométrique normalisée. Eudème et son condisciple Théophraste ont tous deux poursuivi et développé l'étude de la logique formelle instituée par Aristote, et leur contribution est remarquable dans le domaine de la logique modale, logique de la nécessité et de la possibilité. Ils ont étudié la relation entre les mécanismes du syllogisme, plutôt que la relation des concepts qui les composent. D’après Théophraste, Eudème est de l’opinion de Platon que c’est le temps qui anime et fait tourner l’univers.

## Rhétorique
Avec son condisciple Théophraste, ils ont montré qu’une proposition négative universelle pouvait être convertie en ses propres termes ; la proposition négative universelle, ils l’ont appelée proposition universelle privative, et ils font la démonstration suivante : supposons que A ne soit à aucun B ; s’il n’est à aucun B, il est séparé de lui, donc B est aussi séparé de tout A : par conséquent, B n’est à aucun A. Théophraste dit aussi que la proposition affirmative probable peut être convertie de la même façon que toutes les autres propositions affirmatives. Théophraste et Eudème de Rhodes disent que la proposition universelle affirmative elle-même peut être convertie, comme on convertirait la proposition universelle affirmative et nécessaire. Théophraste, au Livre Premier de ses Premières Analytiques, dit que la mineure d’un syllogisme est établie soit par une induction, soit par une hypothèse, soit par une évidence, soit par des syllogismes.

## Cosmologie
Selon les livres Sur l’astronomie d’Eudème, Œnopide a trouvé le premier l’obliquité du zodiaque et reconnu l’existence de la grande année : d’après lui, Thalès a fait voir que les éclipses de soleil et les retours de cet astre aux solstices n’arrivent pas toujours après le même temps ; Anaximandre prétend que la terre est suspendue dans l’espace et se meut autour du centre du monde ; Anaximène a montré que la lune reçoit la lumière du soleil et de quelle manière elle s’éclipse. D’autres ont ajouté de nouvelles découvertes à celles-là : que les étoiles se meuvent autour de l’axe immobile qui passe par les pôles, que les planètes se meuvent autour de l’axe perpendiculaire au zodiaque ; et que l’axe des étoiles et celui des planètes s’écartent l’un de l’autre, du côté du pentadécagone, et par conséquent d’un angle de 24 degrés.